# Basse Époque
664 – 332 avant notre ère
Entités précédentes :
- Troisième Période intermédiaire

Entités suivantes :
- Territoire égyptien (Royaume de Macédoine)
- Royaume de Napata

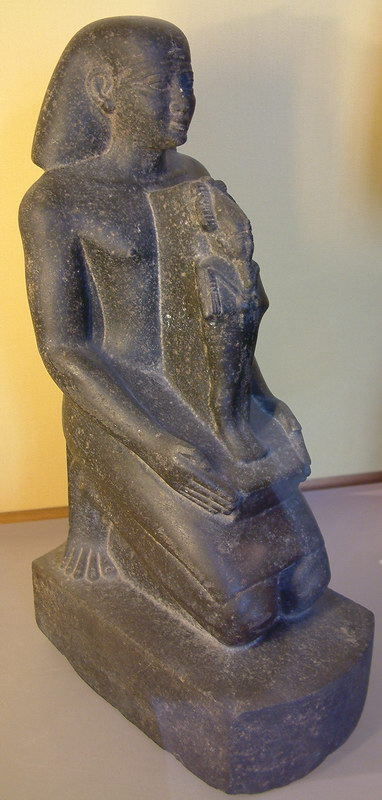
Statue de Psammétique Ier. Louvre.

La Basse Époque est, après la Troisième Période intermédiaire, la période de l'histoire de l'Égypte antique qui va des environs de 664 à 332 av. J.-C. Elle débute par la réunification du pays par un roi originaire de Saïs, Psammétique Ier, après que les Assyriens ont chassé d'Égypte la XXVe dynastie et pillé Thèbes. Elle se termine par la conquête de l'Égypte par Alexandre le Grand. On y trouve les six dernières dynasties décrites par Manéthon, qui est lui-même un contemporain des premiers Ptolémées.

## Dynasties de la Basse Époque
- (XXVe dynastie koushite[note 1],[1],[2]) ;
- XXVIe dynastie saïte ;
- XXVIIe dynastie, première dynastie perse ;
- XXVIIIe dynastie ;
- XXIXe dynastie ;
- XXXe dynastie ;
- XXXIe dynastie, seconde dynastie perse.

La Basse Époque est une période de forte instabilité, caractérisée par des prises de pouvoir successives par des souverains étrangers, entrecoupée de courtes périodes d'indépendance. Bien que de cultures très différentes, ces souverains s'adaptent au modèle égyptien et respectent sa culture, tout en y intégrant des éléments de la leur. Ils se font proclamer pharaons et choisissent une titulature royale souvent calquée sur celle des anciens rois. Certains, notamment les rois saïtes de la XXVIe dynastie, cherchent même à retourner vers un archaïsme architectural et lyrique tout droit issu de l'Ancien et du Moyen Empire.
L'art et la religion sont également fortement marqués par la double influence de l'extérieur et la tendance à l'archaïsme. C'est ainsi que l'on voit apparaître de nouveaux thèmes dans les décorations ainsi que des divinités hybrides : la déesse Bastet en oiseau avec une tête de chat, le dieu Toutou, etc. La vénération des temps glorieux et lointains suscite la divinisation de plusieurs grandes figures de l'histoire égyptienne, comme Imhotep, Amenhotep fils de Hapou ou encore Horemheb. Du côté religieux, le culte des animaux comme le taureau Apis gagne en popularité : le Sérapéum de Memphis est agrandi pour attirer les fidèles. Saqqarah devient un grand centre religieux, comportant notamment des nécropoles pour animaux. Le culte d'Osiris et d'Isis se développe considérablement, un engouement qui trouve certainement son origine dans la souffrance subie par les Égyptiens lors des occupations étrangères.
La Basse Époque commence par la réunification du pays par Psammétique Ier, qui inaugure la XXVIe dynastie après que la XXVe dynastie (nubienne) a été chassée d'Égypte par les Assyriens, mettant fin à la Troisième Période intermédiaire. La  XXVIe dynastie respecte scrupuleusement les coutumes et les institutions, s’affirmant pleinement égyptienne. Dès cette période se manifeste une intense activité intellectuelle et artistique, cherchant ses références dans les formes anciennes du passé, notamment dans l’Ancien Empire. Elle est marquée par la perte du contrôle du pays, après l'invasion assyrienne qui laisse de profondes blessures dans l'esprit des Égyptiens : les Assyriens pillent en effet des temples et brûlent des villes comme Thèbes. Ne pouvant gérer la nation, ils favorisent l'émergence de la XXVIe dynastie, saïte, d'origine libyenne.
Les Perses s'emparent du pays vers 525 av. J.-C. La première occupation perse n'est en aucune façon une période médiocre pour les Égyptiens, du moins au début, car malgré les malheurs et autres maux dont seraient responsables les premiers pharaons perses, le peuple est respecté. Le seul roi de la XXVIIIe dynastie est l'Égyptien Amyrtée, qui reprend les rênes du pays en chassant provisoirement les Perses : la XXIXe dynastie est un mélange de gouvernements égyptiens sans réel pouvoir. Nectanébo II est bien le dernier pharaon égyptien du pays, et celui qui entreprend la construction du temple d'Isis à Philæ (portique). Par la suite, l'Égypte redevient une province satellite, d'abord de l'Empire perse puis du royaume de Macédoine.

## Pharaons significatifs de la Basse Époque
- Psammétique Ier
- Piânkhy
- Nékao II
- Cambyse II
- Amyrtée
- Néphéritès Ier
- Nectanébo Ier
- Artaxerxès III : Dynastie perse

## Politique et économie égyptienne à la Basse Époque

### Le retour à l'indépendance

#### Réunification de l'Égypte
Psammétique Ier, pharaon d'origine libyenne, est placé à la tête de la ville de Saïs à la suite du retrait assyrien d'Égypte. Son règne long de cinquante-quatre ans et l'absence de nouvelle tentative nubienne d'invasion lui permettent de rallier progressivement les autres chefs locaux du delta, en leur accordant une place dans la nouvelle administration. La manière dont il annexe ensuite les villes plus au sud de Basse-Égypte et de Moyenne-Égypte est mal connue. Il semble avoir cherché à s'attirer le soutien de la population et des élites, en respectant les diverses situations locales, notamment à Memphis. Quant à la Haute-Égypte, les élites locales réticentes, en particulier à Thèbes, sont gagnées par la diplomatie. Psammétique Ier négocie un accord pour que sa fille Nitocris Ire soit nommée divine adoratrice d'Amon, et des donations sont faites au temple d'Amon. Dans le même temps, le roi place des hommes de confiance dans d'autres villes de Haute-Égypte, comme le gouverneur d'Edfou en amont de Thèbes. Lorsque débute le règne de son successeur Nékao II, le royaume est réunifié.

#### Politique extérieure
L'influence égyptienne s'étend alors dans toutes les directions depuis son cœur de la vallée du Nil. Vers l'ouest, les oasis du désert de Libye sont annexées, y compris celle de Siwa, essentielle pour contrôler le commerce terrestre vers la ville de Cyrène et qui n'avait jusque-là jamais été dirigée par l'Égypte. Au sud, Psammétique II lance avec succès des expéditions militaires victorieuses en Nubie, qui ne conduisent pas à son occupation mais éloignent définitivement les risques d'une reconquête de l'Égypte par son voisin méridional. À l'est, la chute de l'empire assyrien incite Nékao II à lancer une campagne de reconquête du Levant : il bat le royaume de Juda à la bataille de Megiddo, mais est refoulé sur l'Euphrate à la bataille de Karkemish par les armées babyloniennes, ce qui aboutit à la perte de ses positions levantines. Au nord, le pharaon Ahmôsis II se rend maître de Chypre. Les campagnes militaires vers l'est et le nord montrent les limites de la puissance égyptienne. Celle-ci se tourne donc vers la diplomatie, en cherchant le soutien des cités grecques et cariennes, et ce plus particulièrement contre les Perses à la suite de leur essor en Asie. Ceux-ci parviennent cependant à conquérir l'Égypte en 526 av. J.-C..

#### Politique économique et commerciale
L'Égypte oriente à cette époque sa stratégie vers la mer, et ce de plusieurs façons. Le pharaon Nékao II fait ainsi creuser (ou remettre en état) un canal reliant le Nil à la mer Rouge, afin de faciliter les échanges commerciaux avec l'Arabie, et d'en retirer des taxes. Deux flottes militaires sont constituées afin de protéger les flux maritimes, une en Méditerranée et une en mer Rouge, ce qui représente une première pour un pays souffrant à ce point d'une pénurie de bois. C'est d'ailleurs grâce à cette flotte que la conquête de Chypre sera possible quelques décennies plus tard. Ce tropisme méditerranéen permet à l'Égypte de nouer des liens étroits avec le monde grec. Hérodote a également écrit que Nékao II aurait commandité une première expédition autour de l'Afrique, mais cela n'est pas confirmé par d'autres sources.
Parallèlement au développement du secteur maritime, le pouvoir royal réorganise l'administration afin d'accroitre ses revenus sans devoir recourir au pillage des pays conquis. On assiste à la création d'un corps de hauts fonctionnaires chargés de contrôler les finances gérées par les scribes royaux dans tout le royaume, de commander la flotte égyptienne et de vérifier que les terres du domaine royal ne sont pas accaparées par les pouvoirs locaux.

### Première domination perse
À la suite de la conquête de l'Égypte par Cambyse II, l'occupation du pays par la Perse est décrite par les historiens antiques comme une période particulièrement sombre. Cette vision est restée dominante jusqu'aux travaux de Georges Posener, qui a montré que les premiers rois perses avaient adopté le mode de gouvernance égyptien pour régner sur leur nouvelle possession.
La mise en valeur et la rentabilité du territoire se fonde essentiellement sur le travail de la population locale. Les seuls Perses ayant émigré en Égypte sont un petit nombre de militaires de haut rang, de gouverneurs et de hauts fonctionnaires. Les Perses sont aussi à l'origine de travaux d'infrastructure, notamment sur le canal des pharaons de Néchao. Ils limitent également le pouvoir des temples, en réduisant leurs finances et en participant à la nomination des hauts dignitaires religieux. Mais ils le font de manière inégale, les temples de Memphis étant exemptés des restrictions financières les plus sévères. Les temples ayant été jusque-là un relais privilégié de l'autorité royale dans les différentes villes et villages, les réformes perses ont un impact profond.
La domination perse est épisodiquement contestée. La principale révolte est celle d'Inaros II, en -462, pendant laquelle les rebelles bénéficient du soutien d'Athènes, mais celle-ci ne parvient pas à prendre Memphis et la rébellion est un échec. Cependant, le pouvoir perse achéménide se concentre sur les voies fluviales essentielles, tolérant l'existence de petites principautés indépendantes dans les marais incontrôlés du delta occidental. C'est l'un de ces princes qui prendra le pouvoir, apparemment sans violence, sans doute à la faveur d'une crise de succession survenue dans l'empire Perse à la même époque.

### Retour temporaire de dirigeants égyptiens
Le retour de dirigeants égyptiens à la tête du pays se fait dans des conditions délicates. Les relations établies avec les Grecs sous la XXVIe dynastie ont été mises à mal sous l'occupation perse. Les Perses restent une menace majeure pour le royaume. Le pouvoir exsangue peut difficilement annuler les coupes pratiquées par les précédents dirigeants contre les temples, relais locaux du pouvoir central. Pour pallier ces problèmes financiers, les pharaons augmentent la fiscalité, mettant à contribution aussi bien les temples que les simples particuliers. Ils construisent cependant de nouveaux lieux de culte afin de s'assurer le soutien des religieux sans devoir leur verser de nouveau des donations régulières. Le nouveau pouvoir tente parallèlement de résoudre le problème diplomatique en ménageant dans un premier temps son puissant voisin l'empire perse, mais tout en fournissant des vivres et des navires à la ville de Sparte, ennemie de la Perse, dans le but de renouer avec ses anciens alliés grecs. L'Égypte noue finalement une alliance avec Athènes, qui repousse un temps de nouvelles tentatives perses d'invasion de l'Égypte mais n'empêche pas la victoire finale d'Artaxerxès III.

### Deuxième domination perse
La seconde période d'occupation perse commence par une phase de répression suivie d'un apaisement sous le règne de Darius III. L'apaisement se manifeste entre autres par la présence de membres de l'élite égyptienne à la cour du roi de Perse à Suse. La conquête de l'Égypte par Alexandre le Grand en 332 av. J.-C. met brutalement fin à cette période.